# غصن الزيتون

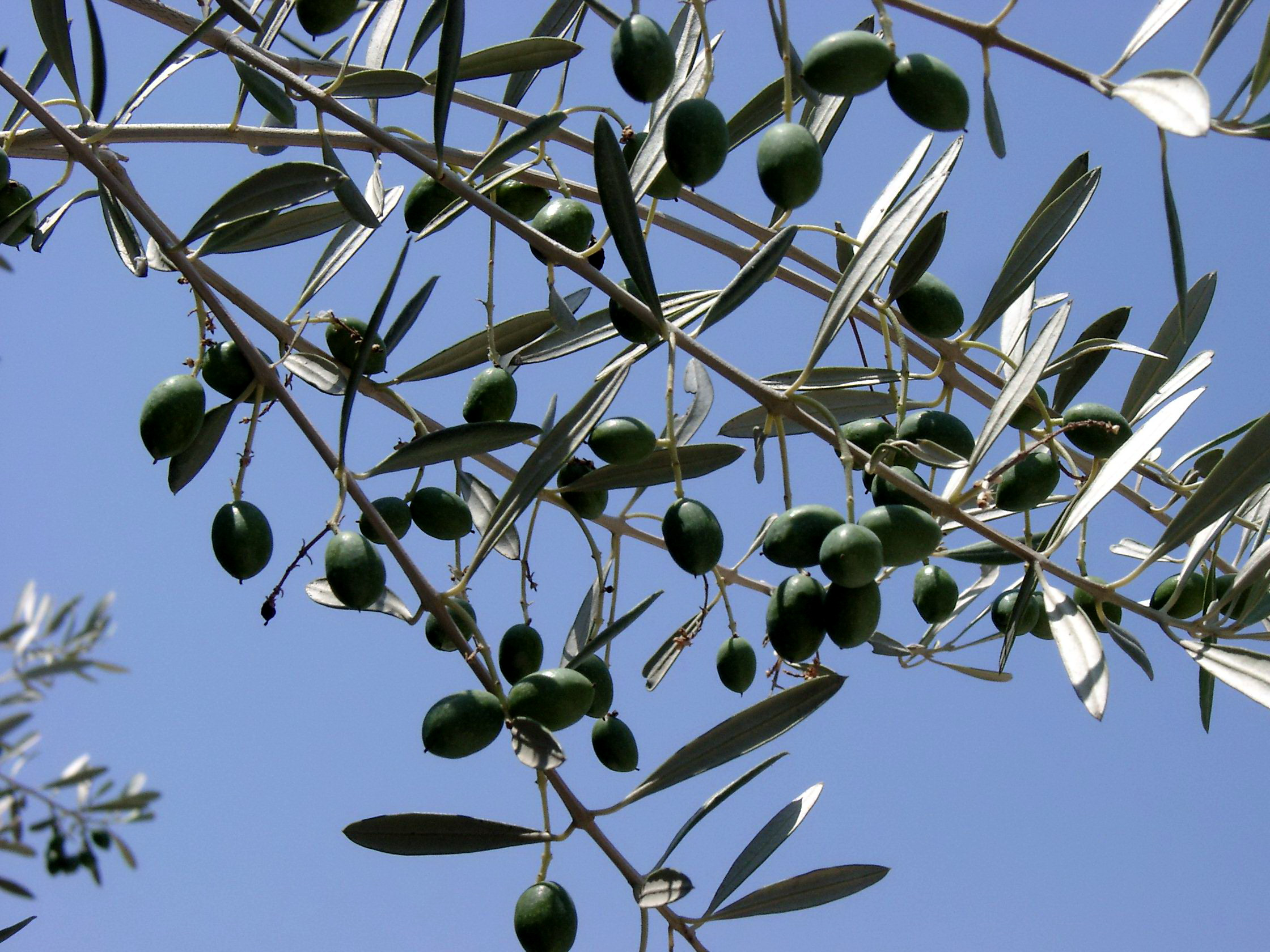
غصن زيتون

فرع من شجرة الزيتون. في الثقافة الغربية، مستمدة من عادات وتقاليد اليونان القديمة، وهي ترمز للسلام أو حسن نية. الرابط الأصلي بين أغصان الزيتون والسلام لا يزال مجهولا. بعض التفسيرات التي ترتكز على ان أشجار الزيتون تستغرق وقتا طويلا جدا لتؤتي ثمارها. وهكذا فإن زراعة الزيتون هو أمر مستحيل عادة في وقت الحرب. وهناك تفسير آخر محتمل هو أن الزيتون هو من بين المحاصيل الزراعية الأولى وقربانا من غصن الزيتون هو وسيلة لاحلال السلام والصداقة الحميمة من خلال الزراعة.